# Hartmut Schelter
Hartmut Schelter (* 22. Mai 1943 in Zittau) ist ein ehemaliger deutscher Sprinter, der für die DDR startete.
Bei den Olympischen Spielen 1968 in Mexiko-Stadt wurde er Fünfter in der 4-mal-100-Meter-Staffel und erreichte über 100 Meter das Halbfinale.
1968 wurde er DDR-Meister über 100 Meter, DDR-Meister über 200 Meter und mit der Mannschaft des ASK Vorwärts Potsdam DDR-Meister in der 4-mal-100-Meter-Staffel.

## Persönliche Bestzeiten
- 100 m: 10,1 s, 9. August 1968, Erfurt
- 200 m: 20,8 s, 11. August 1968, Erfurt